# 초대칭 양자역학
양자역학에서 초대칭 양자역학(超對稱量子力學, supersymmetric quantum mechanics)은 초대칭을 지닌 양자역학 모형이다. 일반적으로 비상대론적 양자역학 모형(즉, 양자장론이 아닌 경우)을 일컫는다.

## 정의
{\displaystyle N}개의 초대칭을 가진 모형을 생각해 보자. 이 모형은 해밀토니언 {\displaystyle H} 뿐만 아니라 초대칭 연산자 {\displaystyle Q_{i}} ({\displaystyle i=1,\dots ,N})를 가진다. 이들은 모두 에르미트 연산자이며, 다음과 같은 관계를 만족하여야 한다.
{\displaystyle \{Q_{i},Q_{j}\}=2H\delta _{ij}}
{\displaystyle [H,Q_{i}]=0}.
여기서 {\displaystyle \delta _{ij}}는 크로네커 델타다. 이 관계를 초대칭 대수(supersymmetry algebra) 또는 초대수(superalgebra)라고 부른다. 이렇게 초대칭 대수를 만족하는 연산자 {\displaystyle H}, {\displaystyle Q_{i}}를 가진 모형을 초대칭 양자역학 모형이라고 한다.
{\displaystyle N=2} 초대칭의 경우에는 다음과 같이 통상적으로 {\displaystyle Q}, {\displaystyle Q^{\dagger }}를 정의한다.
{\displaystyle Q=(Q_{1}+iQ_{2})/{\sqrt {2}}}
{\displaystyle Q^{\dagger }=(Q_{1}-iQ_{2})/{\sqrt {2}}}.
따라서
{\displaystyle Q^{2}=Q^{\dagger 2}=0}
{\displaystyle \{Q,Q^{\dagger }\}=2H}
이 된다. ({\displaystyle Q}는 에르미트 연산자가 아니라는 점에 유의.)

## 같이 보기
- 초대칭 대수
- 초대칭 게이지 이론

## 참고 문헌
- Bellucci, S.; S. Krivonos (2006). “Supersymmetric mechanics in superspace”. 《Lecture Notes in Physics》 (영어) 698: 49–96. arXiv:hep-th/0602199. doi:10.1007/3-540-33314-2_2.
- Khare, Avinash (2004). “Supersymmetry in quantum mechanics”. 《American Institute of Physics Conference Proceedings》 (영어) 744: 133–165. arXiv:math-ph/0409003. doi:10.1063/1.1853201.
- Vallejo, José A. (2010). “Introducción a la supersimetría”. 《Matemàtiques》 (영어) 5 (1): 3–57. arXiv:1205.0863.
- Valance, A.; T.J. Morgan; H. Bergeron (1990). “Eigensolution of the Coulomb Hamiltonian via supersymmetry”. 《American Journal of Physics》 (영어) 58 (5): 487–491. doi:10.1119/1.16452.
- Dijkgraaf, Robbert (1997년 3월). “Les Houches lectures on fields, strings and duality” (영어). arXiv:hep-th/9703136. Bibcode:1997hep.th....3136D.